# 仁風林
仁風林（にんぷうりん）は、人材派遣会社パソナの福利厚生施設であり、「パソナグループゲストハウス」とも呼ばれた。一部報道では「迎賓館」の異名でも報じられた。
パソナグループ代表南部靖之が主宰するサロンの役割を兼ね備え、政治家・特命全権大使・官僚・実業家・芸能人など各界の多くの要人が招待されて、セミナーやパーティが開催され、また接待を受けているといわれる。
この施設が注目されたきっかけは、歌手のASKAが14年5月に覚せい剤取締法違反容疑で逮捕された際、共に逮捕された愛人女性がパソナの美人秘書で、この施設でホステス役を務めていたため、と言われる。